# 朝比奈千足
朝比奈 千足（あさひな ちたる、1943年5月8日 - ）は、日本の指揮者・クラリネット奏者。父は同じく指揮者の朝比奈隆。現在、神戸フィルハーモニックの音楽監督兼常任指揮者を務めているほか、京都市立芸術大学非常勤講師、大阪府警察音楽隊嘱託講師でもある。

## 経歴
兵庫県立神戸高等学校、慶應義塾大学法学部卒業。1966年西ドイツ（当時）のブレーメン市立音楽院に留学、1968年ベルリン音楽大学（現・ベルリン芸術大学）に入学。ハインリヒ・ゴイザー教授の下でクラリネットの研鑚を積む。1970年からはクラリネットの独奏者として西ヨーロッパや日本国内で活動を展開している。
1973年には活動範囲を指揮の分野に広げ、1977年に東ドイツへと渡る。この時、ベルリン国立歌劇場の音楽監督オトマール・スウィトナーの助手として貴重な経験を積む。そして翌年、当時の東ドイツ・ズール交響楽団を指揮して指揮者デビューを果たす。帰国後、大阪フィルハーモニー交響楽団を指揮して国内デビュー。本格的に指揮者としての活動を始める。
これまでに国内の主要なオーケストラでは京都市交響楽団、東京都交響楽団、新日本フィルハーモニー交響楽団などへの客演経験がある。1991年にはオーストラリアのクイーンズランド・フィルハーモニー管弦楽団（オーボエ独奏者：アンソニー・キャムデン）を率いて日本国内ツアーを行い、録音も行なわれた。慶應義塾のワグネル・ソサィエティーOBオーケストラ客演を始め、慶應義塾関連の式典等にも頻繁に出演している。また、『題名のない音楽会』への出演や深夜ラジオのDJを務めるなど、従来の指揮者像の枠を超えたスタイルを確立しつつある。
大阪文化祭賞、在日外国人記者クラブ賞、神戸市文化奨励賞など受賞。